# Битва при Камерино
Битва при Камерино — битва между Римской республикой и народами Италии, произошедшая в 298 году до нашей эры на территории Камеринума (современный Камерино). В этой битве самниты разгромили римский легион под командованием пропретора Луция Корнелия Сципиона Барбата.
Рим пытался контролировать участок территории, разделяющий территории его врагов, но римская армия потерпела поражение в битве. Римский легион в тяжелом численном превосходстве подвергся нападению сзади и был разгромлен. Галлы, по словам Ливия, вешали головы мертвых римлян на шеи лошадей или воткнули их на копья.

### Первоисточники
- Полибий, Storie, I.
- Тит Ливий, История от основания города, X.

### Вторичные источники
- Джованни Брицци[итал.]. Storia di Roma (итал.). — Болонья, 1997. — ISBN 88-555-2419-4.[страница?]
- Андре Пиганиоль[англ.]. Le conquiste dei Romani (итал.). — Милан, 1989. — ISBN 88-04-32321-3.[страница?]
- Howard H. Scullard. Storia del mondo romano (итал.). — Милан, 1992. — ISBN 88-17-11903-2.[страница?]